# Оскар Потіорек
Оскар Потіорек (нім. Oskar Potiorek 20.11.1853, Бад-Блайберг — 17.12.1933, Клагенфурт) — австро-угорський генерал (фельдцейхмейстер) словенського походження. Генерал-губернатор Боснії і Герцеговини у 1911—1914 роках, учасник Першої світової війни.

## Біографія

### Ранні роки
Оскар Потіорек народився у Бад-Блайбергу у німецько-словенській сім'ї гірничого чиновника. Здобув освіту у Технічній військовій академії (1867 рік). У 1871 році отримав звання лейтенанта. У 1875 році розпочав навчання в Академії Генерального штабу, яку закінчив у 1877 році, після чого продовжив службу у Генеральному штабі.
У 1883—1886 роках служив у 17-му, а у 1890—1891 роках — у 7-му піхотному полку. Він зарекомендував себе хорошим штабним працівником, і у 1886 році був переведений у Оперативне бюро Генерального штабу, а у 1892 році став його начальником.
З 1898 року — командувач 64-ї піхотної бригади. З 1902 року — заступник начальника Генерального штабу. З 1907 року — командувач 3-го армійського корпусу, розміщеного у м. Грац. У 1909 році отримав звання фельдцехмейстера.
З 1910 року Потіорек — інспектор армії в Сараєво, в 1911 році був призначений генерал-губернатором Боснії і Герцеговини.

### Вбивство Франца Фердинанда
У 1913 році Потіорек запросив ерцгерцога Франца Фердинанда взяти участь у військових навчаннях, які мали відбутись 26-27 червня 1914 року.
28 червня 1914 року Потіорек перебував в одній машині з Францом Фердинандом та його дружиною Софією Хотек і став свідком їх убивства. Пізніше на суді Гаврило Принцип заявив, що куля, яка влучила у Софію Хотек, призначалась для Потіорека.
Після вбивства ерцгерцога Потіорек виступив одним з організаторів сербських погромів. Він організував загони допоміжної міліції (нім. Schutzkorps), які взяли участь у репресіях сербів. Внаслідок репресій більше 5 500 сербів були арештовані, 460 чоловік були страчені, від 700 до 2 200 чоловік померли в ув'язненні. Більше 5 000 сербських сімей були змушені покинути Боснію.

### Перша світова війна
Незважаючи на відповідальність через неналежну охорону ерцгерцога, Потіорек залишився на своїй посаді. З початком мобілізації у серпні 1914 року він був призначений командувачем австро-угорських військ на Балканах та командувачем 6-ї армії. Початково під його командуванням перебували 2-га, 5-та та 6-та армії, але з початком мобілізації в Росії було вирішено відправити 2-гу армію на схід. Таким чином, під командуванням Потіорека були 5-та (80 тис. чоловік) та 6-та (60 тис. чоловік) армії, але частина військ 6-ї армії була розгорнута проти Чорногорії.
28 липня австро-угорські війська обстріляли Белград, а 12-го серпня розпочали наступ на Сербію. Оскільки залізниці з Балкан в Галичину, куди мала бути передислокована 2-га армія, були перевантажені і відправка військ затримувалась, Потіорек вирішив використати частину військ для наступу на Сербію.
5-та і 6-та армії наступала з Боснії, а частини 2-ї армії зі Срему. Сербське командування очікувало, що австрійці будуть наступати з півночі, де була рівнинна місцевість. Натомість Потіорек вирішив наступати із заходу, де місцевість була гористою. Біля гори Цер сербські війська зупинили та розбили австро-угорську армію.
Перегрупувавши війська, Потіорек 7 вересня розпочав новий наступ на Сербію. Серби 2 місяці стримували наступ австрійських військ, але зрештою були змушені відступити. 30 листопада був захоплений Белград.
Проте 3 грудня розпочався сербський контрнаступ, в результаті чого 15 грудня 1914 року Белград був звільнений. Австро-угорські війська знову були вигнані з території Сербії, втративши більше 60 000 чоловік убитими та 46 000 полоненими.

### Завершення служби
Поразка викликала невдоволення австрійського командування і 27 грудня 1914 року Потіорек відкликаний з поста командувача, а 1 січня 1915 року відправлений у відставку.
Він повернувся до Австрії та оселився в Клагенфурті. Потіорек дуже переживав за свою поразку та відставку, і за спогадами сучасників, декілька разів намагався скоїти самогубство. Він вів усамітнене життя. У себе в квартирі він зберіг диван, на якому помер смертельно поранений Франц Фердинанд.
Оскар Потіорек помер у 1933 році у Клагенфурті, де й був похований. У 1966 році його прах був перепохований на цвинтарі Терезіанської академії у Вінер-Нойштадті.

## Нагороди[8]
- Ювілейна пам'ятна медаль 1898
- Хрест «За вислугу років» (Австрія)
- Командорський хрест Королівського угорського ордена Святого Стефана (1906)[9]
- Ювілейний хрест
- Великий хрест ордена Леопольда (1913)[10]
- Орден Залізної Корони 1-го класу
- Орден Франца Йосифа, великий хрест
- Орден Червоного орла 1-го класу з діамантами (Королівство Пруссія)
- Орден Корони (Пруссія) 2-го класу із зіркою
- Орден Альберта (Саксонія), лицарський хрест 2-го класу
- Орден Лева і Сонця 1-го ступеня (Каджарський Іран)
- Орден Ізабелли Католички, великий хрест (Іспанія)